# Cerocatus tarsalis
Cerocatus tarsalis är en tvåvingeart som beskrevs av Camillo Rondani 1848. Cerocatus tarsalis ingår i släktet Cerocatus och familjen fönsterflugor. Inga underarter finns listade i Catalogue of Life.